# Китай (озеро)
Кита́й — озеро заплавно-лиманного типу в Ізмаїльському районі Одеської області, у пониззі Дунаю. Від заплави Дунаю відокремлений дамбою, має режим водосховища. Водообмін в Китаї регулює шлюзований канал, що перетинає дамбу і впадає в Степове гирло Дунаю.

## Характеристика
Улоговина видовженої форми, простягається з півночі на південь на 24 км. Озеро складається з північної та південної частин (ширина до 3—3,5 км), з'єднаних протокою завширшки близько 600 м, через яку прокладено міст. Загальна площа водойми 60 км², глибина південної частини до 2 м, північної — до 5 м. Береги, крім південних та крайньої північної ділянки, підвищені. З північного сходу впадає річка Єнікой, з півночі — річки Киргиж-Китай та Аліяга. У північній частині Китаю спостерігаються згінно-нагінні коливання рівня води (середня амплітуда до 80 см). Температура води влітку до +27 °C, взимку озеро замерзає. Мінералізація води 1—3 г/л.

## Флора і фауна
Прибережна і водяна рослинність поширена головним чином у південній частині озера (очерет, рогіз, водорості), решта узбережжя урвиста, подекуди з невеликими пляжами. Водяться окунь, щука, лящ, сом; розводять білого амура, товстолобика, коропа, карася. У плавнях біля південного узбережжя — місця невеликих колоній навколоводних птахів. Воду Китаю використовують для зрошування у Червоноярській зрошувальній системі. Вздовж берегів озера виділено водоохоронну зону.

## Галерея

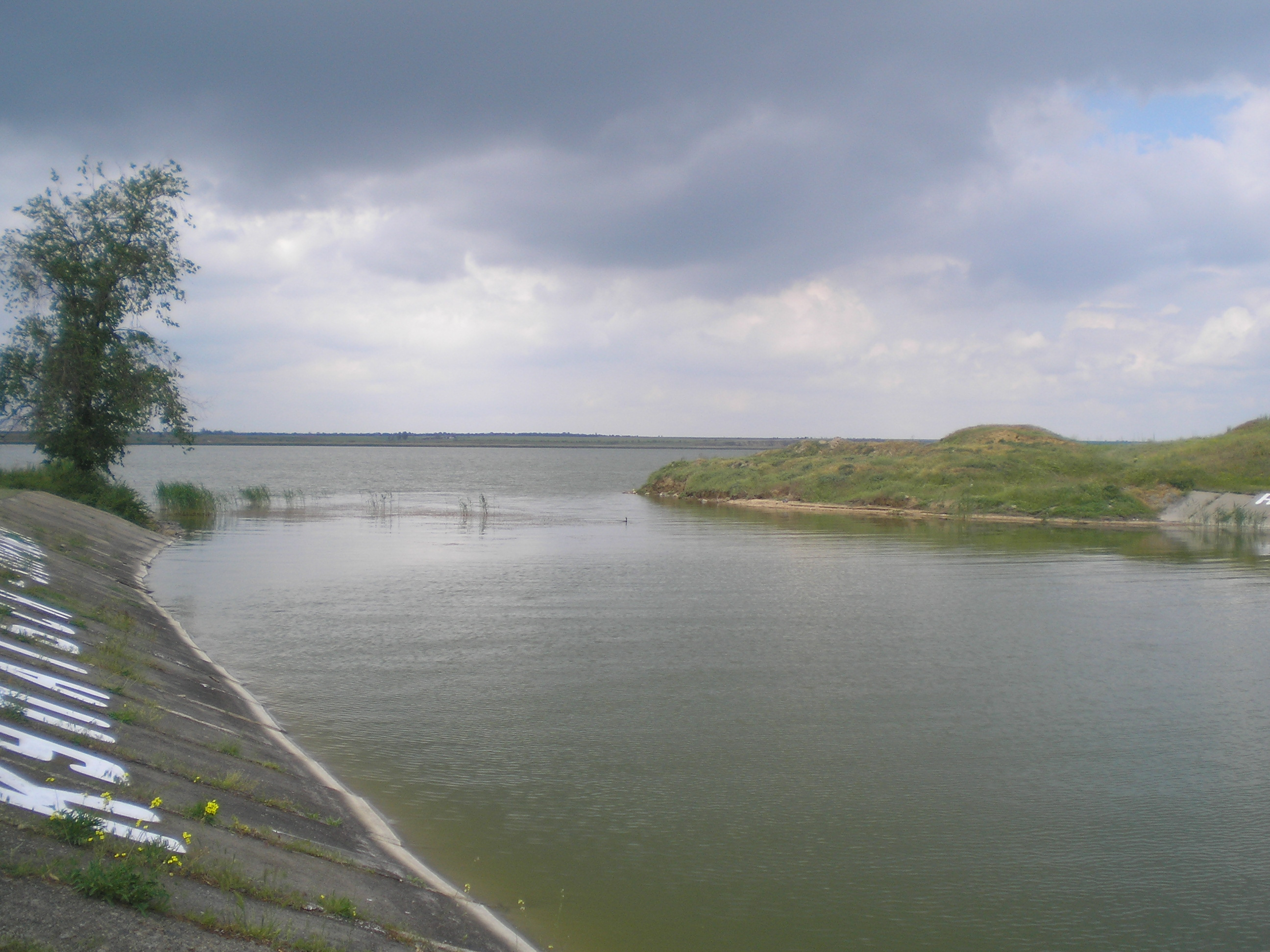
Канал біля насосної станції Червоноярської зрошувальної системи
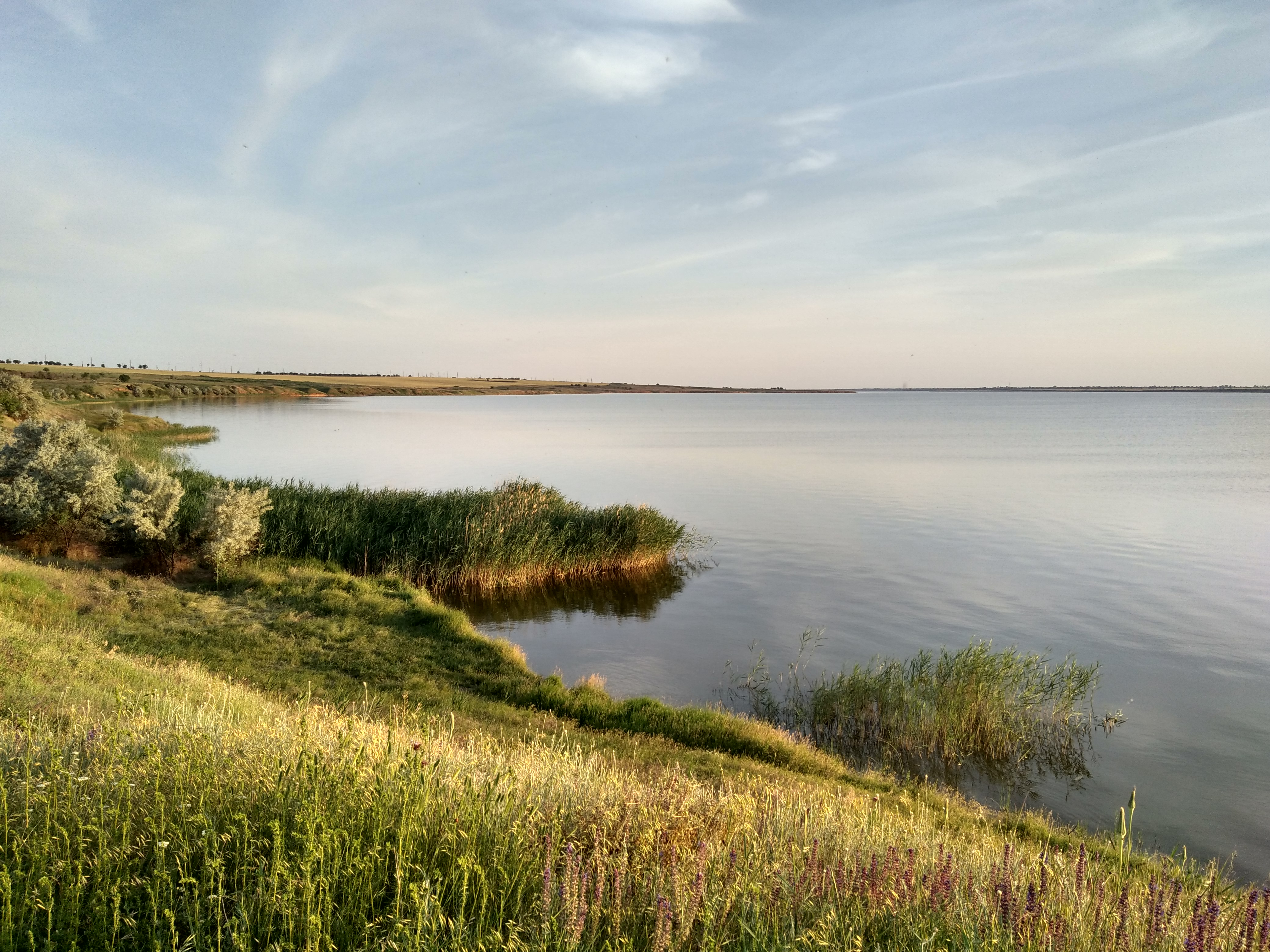
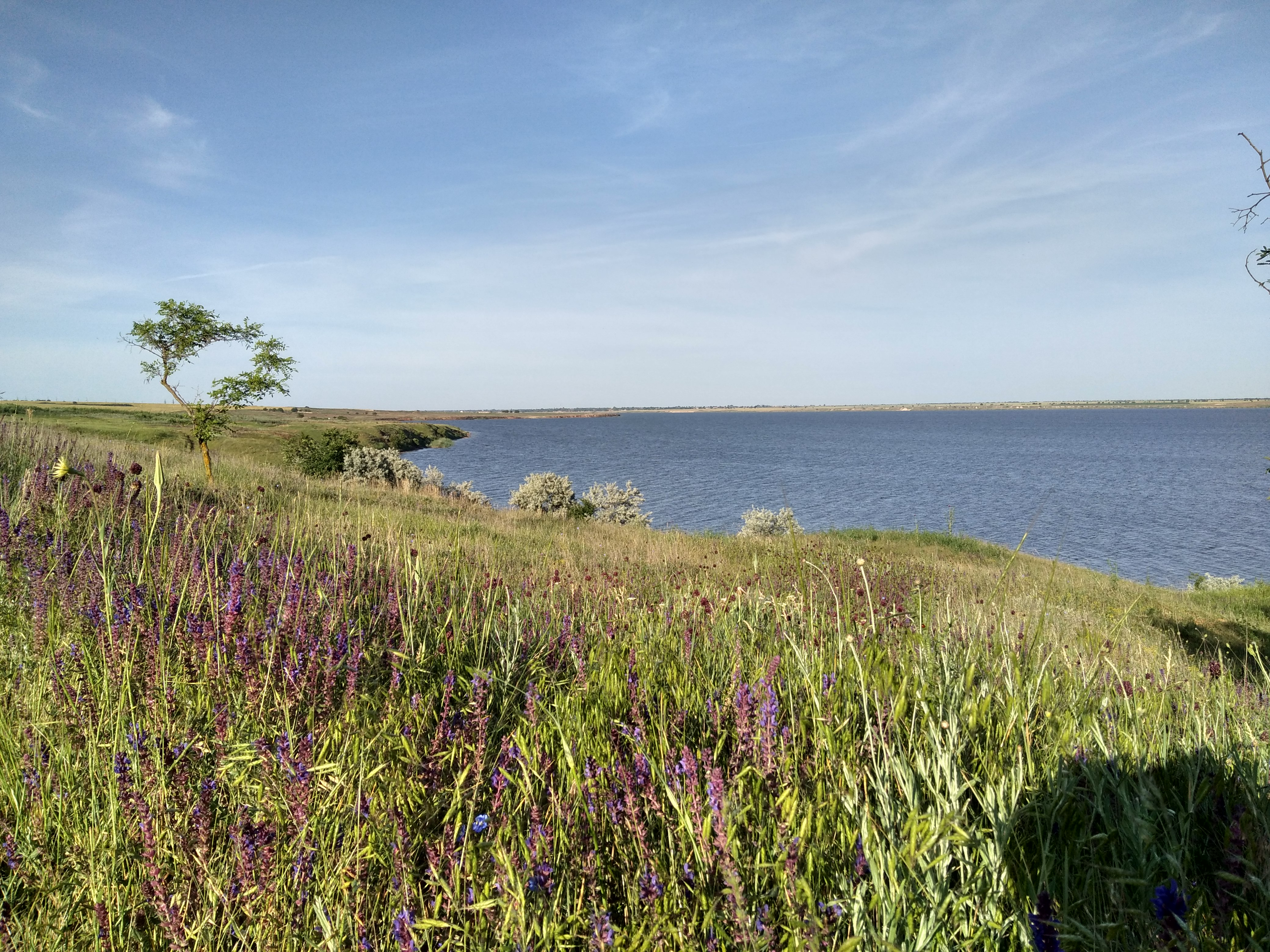
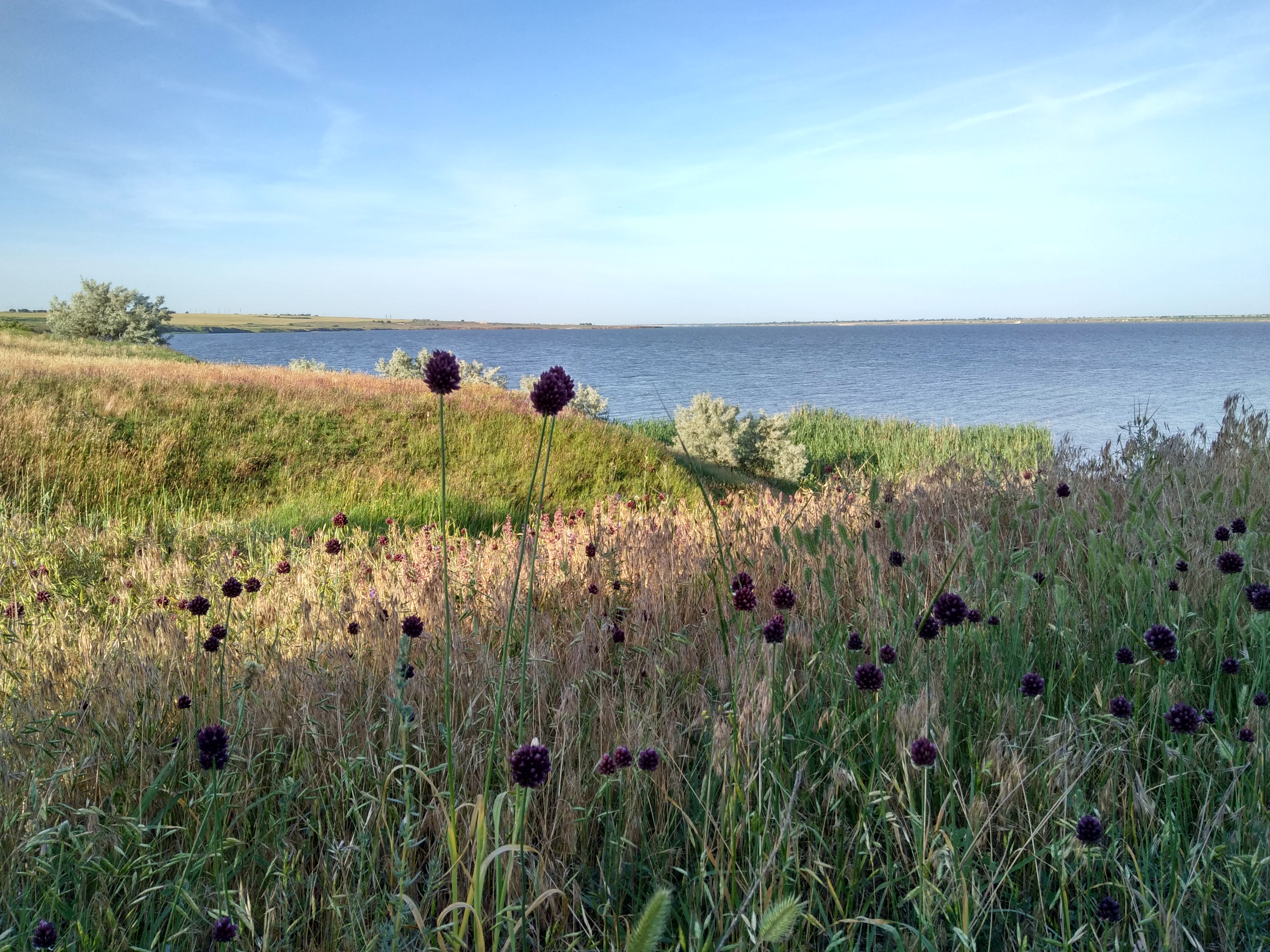
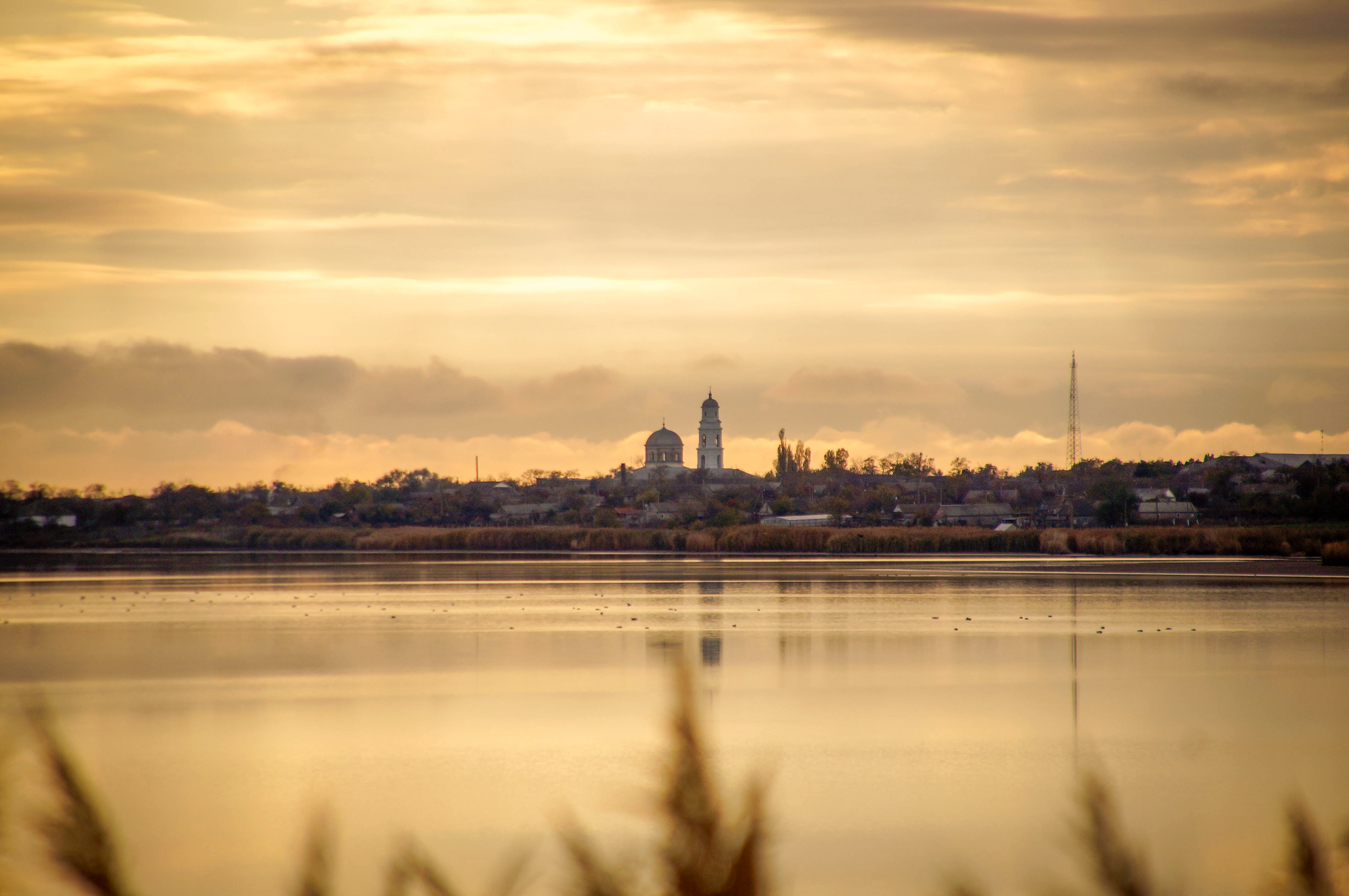